# Ів Гіймо
Ів Гіймо (фр. Yves Guillemot) — французький бізнесмен і співзасновник Ubisoft разом зі своїми братами Клодом, Мішелем, Жераром і Крістіаном у березні 1986 року.

## Біографія
Ів Гіймо виріс у маленькому селі в Бретані. Його батьки володіли фермерським бізнесом, де він разом із братами допомагав у бухгалтерії, доставці та відвантаженні продукції. Коли бізнес занепав, а прибутки зменшилися, вони з братами почали шукати інші шляхи заробітку. Старший брат Іва досяг певного успіху, продаючи аудіозаписи на компакт-дисках. Там, де сімейний бізнес продавав хімікати та запчастини для фермерів, вони також почали продавати комп'ютери, які згодом включали в себе ігрове програмне забезпечення. Коли вони зрозуміли, що їхній французький постачальник стягує з них удвічі більшу ціну, ніж вони могли б знайти у Великій Британії, вони почали продавати відеоігри поштою у 1984 році. Бізнес швидко зростав. Згодом вони почали розповсюджувати ігри в роздрібні магазини, які прагнули придбати ігри за більш прийнятною ціною.

## Кар'єра
Отримавши диплом бізнесмена, Гіймо та його брати заснували Ubisoft у 1986 році для створення ігор, побачивши можливості у зростаючій індустрії, якою вони також були захоплені.
Гіймо був підданий критиці як центральна фігура у скандалі з сексуальними домаганнями на робочому місці в Ubisoft, що триває досі. Хоча він не був особисто причетний до неправомірних дій, внутрішні комунікації показали, що він знав про них і терпів їх роками, «доки результати діянь цих менеджерів не почали перевищувати рівень їхньої токсичності». Його звинувачують у тому, що він використовував свою посаду генерального директора для прикриття неправомірних дій людей, названих у різних розслідуваннях. У відкритому листі від працівників Ubisoft його також критикували за слабку реакцію на скандал, яка включала переведення звинувачених менеджерів до інших відділів замість звільнення, а також небажання впроваджувати необхідні зміни для покращення атмосфери на робочому місці.